# 海根布吕肯
海根布吕肯是德国巴伐利亚州的一个市镇。总面积6.73平方公里，总人口2215人，其中男性1112人，女性1103人（2011年12月31日），人口密度329人/平方公里。